# 三星 Galaxy On7
三星 GalaxyOn7是由三星电子公司生产的Android智能手机。于2015年10月发布。其拥有先进的64位操作系统，支持1.5 GB RAM。
GalaxyOn7配备了一千三百万像素的后置摄像头，其带有LED闪光灯、f/2.1光圈和自动对焦功能。并配有一个前置500万像素的85度广角摄像头，可扩展至120度。

## 规格

### 硬件
这款手机配备了64位骁龙410 四核 1.2 GHz Cortex-A53处理器、 Adreno 306 GPU、1.5 GB运行内存、8 GB储存空间、3000 mAh电池。三星 Galaxy On7配有5.5寸 TFT电容式触摸屏，1600万色屏幕。其后置摄像头1300万像素，前置摄像头500万像素。

### 软件
这款手机搭载了Android 6.0.1系统